# Comuna Kotiurjînți, Krasîliv
Kotiurjînți (în ucraineană Котюржинці) este o comună în raionul Krasîliv, regiunea Hmelnîțkîi, Ucraina, formată din satele Kotiurjînți (reședința) și Markivți.

## Demografie
Componența lingvistică a comunei Kotiurjînți
     Ucraineană (97,13%)
     Alte limbi (1,86%)
Conform recensământului din 2001, majoritatea populației comunei Kotiurjînți era vorbitoare de ucraineană (97,13%), existând în minoritate și vorbitori de alte limbi.